# Falcone (Unia Europejska)
Falcone – program powołany w celu zwalczania przestępczości zorganizowanej. Jest jednym z programów dotyczących współpracy sądowej w sprawach karnych.